# Segunda vuelta electoral
La segunda vuelta electoral o balotaje (del francés ballottage) es un mecanismo presente en algunos sistemas electorales que consiste en realizar una segunda elección limitada a los candidatos que más votos obtuvieron en la primera elección —habitualmente los dos primeros—, en caso de que ningún candidato haya obtenido un mínimo de votos preestablecido. Entre las finalidades del mecanismo se encuentra la intención de dotar al candidato ganador de una mayor representatividad y legitimidad, así como dificultar el triunfo de ciertos candidatos o partidos políticos, promoviendo la regla de «unirse contra el mal mayor» y la noción de «voto útil».
Es una institución electoral paradigmática del derecho electoral y constitucional francés, de donde procede su denominación.

## Etimología y origen
El vocablo «balotaje» proviene del francés ballottage. El término aparece en el Decreto Orgánico del 2 de febrero de 1832 del gobierno de Francia, y es definido como elección de segunda vuelta «cuando ninguno de los candidatos reúna la mayoría absoluta de sufragios». El sistema fue utilizado en 1852, en el marco del Segundo Imperio de Napoleón III (1852-1870), en la Tercera República (1870-1940) y en la Quinta República (1957 en adelante). También adoptaron el mecanismo Bélgica en 1899, Holanda en 1917, Austria en 1929, Argentina en 1972 y Portugal en 1976.

## Países que utilizan segunda vuelta presidencial

### A nivel nacional
Estos son los países que utilizan la segunda vuelta electoral o balotaje:[cita requerida]
- Afganistán (art. 66, Constitución de 2004)
- Argentina (arts. 94/98, Constitución de 1994)
- Austria (art. 60, inciso 2, según Ley Constitucional N.º 153/2004)
- Bolivia (previsto en el artículo 166, parágrafo I, de la Constitución de Bolivia vigente desde 2009)
- Brasil (art. 77, inciso 3, Constitución de 1988)
- Bulgaria (art. 93, inciso 4, Constitución de 1991 con enmiendas de 2015)
- Chile (art. 26, Constitución de 1980, según texto de 2010)
- Chipre (art. 39, inciso 2, Constitución de 1960, con enmiendas de 2013)
- Colombia (art. 190 de la Constitución según texto actualizado en 2011)
- Costa Rica (art. 138, Constitución de 1949)
- Croacia (art. 95, Constitución 1991, rev. 2013)
- Cuba (elecciones de diputados nacionales en circuitos uninominales; art. 210, Constitución texto 2019 y Ley Electoral del 29 de octubre de 1992, art. 120)
- Ecuador (art. 143 de la Constitución de 2008)
- Eslovaquia
- Eslovenia
- Finlandia
- Francia
- Ghana
- Guatemala
- Haití
- Indonesia
- Perú
- Polonia
- Portugal
- República Dominicana
- Rumania
- Serbia
- Ucrania
- Uruguay
- Zimbabue

### Solamente en algunas circunscripciones
- Argelia
- Armenia
- Baréin
- Benín
- Bielorrusia
- Bolivia
- Burkina Faso
- Cabo Verde
- Chile (solamente en las elecciones de gobernadores regionales)
- Colombia (solamente en las elecciones de alcaldes de Bogotá, a partir de 2023)
- Camerún
- Chad
- Comoras
- Costa de Marfil
- Ecuador
- Egipto
- El Salvador
- Gabón
- Georgia
- Guatemala
- Guinea
- Guinea-Bisáu
- Irán
- Kazajistán
- Kirguistán
- Liberia
- Lituania
- Macedonia del Norte
- Madagascar
- Maldivas
- Malí
- Marruecos
- Mozambique
- Namibia
- Níger
- Nigeria
- República Centroafricana
- República Checa
- República del Congo
- Rusia
- Santo Tomé y Príncipe
- Senegal
- Sierra Leona
- Siria
- Timor Oriental
- Togo
- Tonga
- Trinidad y Tobago
- Túnez
- Turkmenistán
- Turquía
- Uzbekistán
- Yemen
- Yibuti

### No oficial
En los Estados Unidos, el sistema se usa de manera no oficial para escoger el presidente y miembros del Congreso de los Estados Unidos, como resultado de elecciones primarias y el sistema bipartidista.

## Tipos de balotaje
Existen al menos tres tipos de segunda vuelta electoral:
- Sin barrera: donde pasan los candidatos más votados, y en una segunda vuelta se decide con mayoría simple quien gana. Como fue el caso francés para las elecciones a la Asamblea bajo la presidencia de De Gaulle, donde según la ley en esos años podían pasar todos, pero en realidad solo pasaban los más votados; este mecanismo permitía medir la fuerza de los candidatos y permitía al mismo tiempo el voto estratégico del electorado como la coordinación entre los partidos (véase el famoso libro de Gary Cox de 1997).
- Con mecanismo de acceso simple: Si ningún candidato obtiene una mayoría absoluta (más del 50 %), entonces se celebra la segunda vuelta electoral entre los dos candidatos más votados. Gran parte de los países de América Latina que contemplan la segunda vuelta electoral siguen esta norma. Este tipo de sistema de votación existe en Brasil (introducción en 1988), Chile (1989), Colombia (1991), Ecuador (1979-1998), El Salvador (1983), Guatemala (1985), Perú (1979), Rep. Dominicana (1996) y Uruguay (1996).
- Con mecanismo compuesto de acceso: donde la norma establece ciertos requisitos para celebrar la segunda vuelta electoral. En el caso de Argentina (1994), gana en primera vuelta el candidato que consiguió más del 45 % de los votos afirmativos (no cuentan los votos en blanco),[8] o más del 40 % y con una diferencia de más de 10 puntos con el segundo candidato. Si ninguno logra superar estos requisitos, se va a una segunda vuelta. Caso contrario, para acceder a la segunda vuelta electoral el resultado de la 1.ª vuelta entre los dos candidatos debe ser cerrado, es decir, menor al 10 %. Mecanismo similar existe en Ecuador (1988), Nicaragua (1987), donde se exige una diferencia de 5 % y Costa Rica (1949), aunque en esta última basta con el 40 %. Para algunos analistas la segunda vuelta se considera un tipo de sistema electoral que sirve para maximizar la legitimidad de origen. No obstante los efectos de la segunda vuelta electoral son cuestionables, porque a la luz de los años los resultados han mostrado que tiende a operar en sentido contrario a los objetivos para los que se adoptó.[9] Variaciones de este sistema son usadas en las elecciones legislativas:
  - Una forma es que en la primera vuelta se declara ganador al candidato que obtiene la mayoría absoluta (mitad más uno de los sufragios válidos), en caso contrario se realiza una segunda vuelta (con los mismos candidatos o aquellos que superan cierto porcentaje de los votos válidamente emitidos) en la cual es declarada electa la primera mayoría relativa.
  - Una variante es que en el caso de que en la primera vuelta no haya ganador con mayoría absoluta, se efectúe una segunda vuelta con las dos primeras mayorías, declarando ganador al que tenga la mayoría de los votos.

## Segundas vueltas por países
Cada país que utiliza sistemas electorales de segunda vuelta lo hace con las particularidades que señala su propia Constitución o la ley que regula la materia. En América hay 14 países que han adoptado el sistema, a saber: Argentina, Bolivia, Brasil, Chile, Colombia, Costa Rica, Cuba, Ecuador, El Salvador, Guatemala, Haití, Nicaragua, Perú, República Dominicana, Uruguay.
En estos países, el balotaje tiende a desalentar la formación de alianzas y propicia la formación de un gran número de partidos.

### Argentina
El balotaje fue establecido transitoriamente por la dictadura gobernante en 1972, mediante el Estatuto Fundamental Temporario de 1972 y resultó vigente en las elecciones realizadas el 11 de marzo de 1973 y el 23 de septiembre del mismo año. Se aplicaba en la elección para presidente de la Nación, senadores nacionales y gobernadores provinciales, en caso de que los candidatos no hubieran alcanzado el 50 % más uno de los votos válidos. En dicha ocasión se realizó segunda vuelta electoral para elegir a doce gobernadores provinciales (Córdoba, Corrientes, Chubut, Entre Ríos, Formosa, La Pampa, Mendoza, Misiones, Neuquén, San Juan, San Luis y Santa Fe) y catorce parejas de senadores nacionales (Capital Federal, Córdoba, Corrientes, Chubut, Entre Ríos, Formosa, La Pampa, Mendoza, Misiones, Río Negro, San Juan, San Luis, Santa Fe y Santiago del Estero).
En Argentina, la Constitución de 1994 estableció la elección presidencial directa con segunda vuelta. La constitución indica que en la primera vuelta serán proclamados presidente y vicepresidente los integrantes de la fórmula que resultare más votada si esta hubiere obtenido más del cuarenta y cinco por ciento (45 %) de los votos afirmativos válidamente emitidos.
No obstante, cuando la fórmula que resultare más votada en la primera vuelta hubiere obtenido el cuarenta por ciento (40 %) por lo menos de los votos afirmativos válidamente emitidos y, además, existiere una diferencia mayor de diez puntos porcentuales (10 %) respecto del total de los votos afirmativos válidamente emitidos sobre la fórmula que le sigue en número de votos, sus integrantes también serán proclamados como presidente y vicepresidente de la Nación.
Es decir, hipotéticamente se daría el hecho de que no irían a segunda vuelta dos candidatos, uno con el 45,01 % y otro con el 35 % de los votos afirmativos válidamente emitidos (ya que el primero obtuvo más del 45 %), pero sí irían a segunda vuelta si ambos obtuvieran un 45 % (puesto que ninguno supera dicho umbral), o en caso de haber obtenido uno el 45 % y el otro el 35 % (ya que el primero alcanza el 40 % pero no supera el 45 % ni posee una diferencia mayor al 10 % con respecto al segundo candidato). A su vez, cualquier porcentual inferior a 40 % no consagrará ganadora a ninguna fórmula y la elección se dirimirá en segunda vuelta entre los dos más votados, cualquiera sea la diferencia porcentual que hubiere entre ambos (hipotéticamente, en un caso abstracto e improbable pero que clarifica, uno con 39 % y otro con 1 % —si esta fuere la segunda fórmula más votada—). Esto se explica dado que la Constitución Argentina interpreta el 45 % como suficiente mayoría mientras que un 39 % es un resultado débil que requiere la convalidación de una segunda vuelta.
Esta particular regla de balotaje fue diseñada dentro del Pacto de Olivos, que constituyó un acuerdo entre Raúl Ricardo Alfonsín y Carlos Saúl Menem, siendo este último el primer presidente electo luego de la aparición de esta ley y con menos del 50 % de los votos.
Para concluir, en caso de tener que recurrir a una segunda vuelta, esta «se realizará entre las dos fórmulas de candidatos más votadas, dentro de los treinta días de celebrada la anterior».
Hay que recordar que en Argentina el balotaje de la reforma constitucional de 1994 aplica para presidente y vice solamente. En las provincias no aplica para la elección de gobernador, salvo excepciones como Ciudad Autónoma de Buenos Aires, Corrientes, Chaco y Tierra del Fuego.
El 22 de noviembre de 2015 se disputó el primer balotaje en Argentina. Después del intento fallido en las elecciones de 2003 entre Carlos Saúl Menem y Néstor Carlos Kirchner, resultando electo el segundo debido a que Menem no se presentó a la segunda vuelta electoral.
La contienda electoral fue entre el candidato de la Alianza Cambiemos, el jefe de gobierno de la Ciudad Autónoma de Buenos Aires, Mauricio Macri y el candidato del Frente para la Victoria (FPV), gobernador de la provincia de Buenos Aires, Daniel Scioli. El resultado electoral fue un 51,34 % para el candidato de Cambiemos y un 48,66 % para el candidato del oficialismo kirchnerista, del FPV.
El 19 de noviembre de 2023 se disputó un nuevo balotaje en Argentina, entre el candidato de Unión por la Patria del oficialismo y ministro de economía Sergio Massa y el candidato opositor de La Libertad Avanza, Javier Milei. Esto sucedió luego de que Sergio Massa obtuviera un 36.6 % en la primera vuelta, y Milei consiguiera un 29.9 %. El resultado de la segunda vuelta dio como ganador al candidato Javier Milei imponiendose con un 55.69% del total de lo votos, contra un 44.30% de parte del oficialismo.

### Austria
Austria es una república federal y democrática regida por la Constitución de 1920, que ha sido modificada ampliamente más tarde.
Austria está compuesta por nueve Estados federados. El jefe de Estado es el presidente federal, electo por voto popular directo, y con segunda vuelta, para un mandato de seis años. El presidente designa al jefe de Gobierno, que tiene el título de canciller; y a propuesta de este, nombra a los demás ministros. El presidente también puede destituir al canciller o al gabinete en su conjunto, sin necesidad de refrendo ministerial. Todas sus demás facultades, incluida la de disolver el parlamento, requieren de ese refrendo.

### Bolivia
En Bolivia la decimoséptima Constitución, vigente desde febrero de 2009, en su artículo 166, parágrafo I, señala que será proclamada a la Presidencia y Vicepresidencia la candidatura que haya reunido el 50 % más uno de los votos válidos; o que haya obtenido un mínimo del 40 % de los votos válidos con una diferencia de al menos 10 % en relación con la segunda candidatura.

### Chile
La Constitución de 1980 instauró el sistema electoral de dos vueltas para las elecciones presidenciales. Previamente, conforme a la Constitución de 1925, si ningún candidato presidencial alcanzaba la mayoría absoluta de los votos en la correspondiente elección, debía ser el Congreso Pleno quien debía elegir como presidente a uno de los dos candidatos más votados, aunque por tradición este siempre votó a favor del candidato con la mayoría relativa de los votos, incluyendo la elección del candidato Salvador Allende en 1970. La utilización del Congreso Pleno para confirmar al candidato con mayor número de votos ocurrió en cuatro oportunidades durante la vigencia de la Constitución de 1925, incluyendo la elección presidencial de 1970, ganada por Salvador Allende, que luego fue derrocado por un golpe de Estado el 11 de septiembre de 1973.
En agosto de 1969 fue presentado en el Congreso Nacional un proyecto de reforma constitucional que permitiría establecer la segunda vuelta presidencial. En febrero de 1970 la propuesta, presentada por el senador Rafael Agustín Gumucio, fue discutida en la Comisión de Constitución, Legislación y Reglamento del Senado, sin embargo fue rechazada debido a la oposición del Partido Nacional.
El sistema de segunda vuelta, sin embargo, solo debutó efectivamente en la tercera elección presidencial tras el retorno a la democracia. En las elecciones presidenciales de 1999, Ricardo Lagos Escobar y Joaquín Lavín alcanzaron las dos primeras mayorías con una leve ventaja de Lagos, lo que obligó al primer balotaje, en el cual triunfó Ricardo Lagos. Posteriormente, Michelle Bachelet ganó en segunda vuelta de las elecciones presidenciales de 2005, frente a Sebastián Piñera; Sebastián Piñera le ganó a Eduardo Frei Ruiz-Tagle en segunda vuelta de las elecciones presidenciales de 2009, Michelle Bachelet venció en segunda vuelta a Evelyn Matthei en las elecciones presidenciales de 2013, Sebastián Piñera venció a Alejandro Guillier en segunda vuelta de las elecciones presidenciales de 2017 y Gabriel Boric venció a José Antonio Kast en la segunda vuelta de las elecciones presidenciales de 2021.
La existencia de una segunda vuelta en un sistema principalmente bipartidista (compuesto por dos grandes coaliciones, la Concertación (actual Nuevo Pacto Social) y la Alianza por Chile (actual Chile Vamos) ha hecho que algunos políticos manifiesten que la primera vuelta ha de ser considerada, de cierta forma, como una alternativa a la realización de elecciones primarias dentro de los conglomerados. En 2005, ante la existencia de dos candidatos (Piñera y Lavín), la Alianza por Chile decidió no realizar primarias y llevar ambas candidaturas hasta la primera vuelta, comprometiéndose ambos candidatos en apoyar al eventual ganador durante la segunda vuelta. En 2009, las primarias organizadas por la Concertación desembocaron en que Marco Enríquez-Ominami, quien pedía participar en ellas, renunciase al Partido Socialista y compitiera como candidato independiente en primera vuelta, lo que según algunos habría condicionado el resultado final de la elección.

### Colombia
La Constitución de 1991 estableció la elección del presidente y vicepresidente de la República por mayoría absoluta; si ninguna fórmula la consigue, las dos votaciones más altas se enfrentarán tres semanas después en segunda vuelta electoral. Se ha presentado segunda vuelta en las elecciones de 1994 (Ernesto Samper contra Andrés Pastrana), 1998 (Andrés Pastrana contra Horacio Serpa), 2010 (Juan Manuel Santos contra Antanas Mockus), en 2014 (Juan Manuel Santos contra Óscar Iván Zuluaga) en 2018 (Iván Duque Márquez contra Gustavo Petro) y en 2022 (Gustavo Petro contra Rodolfo Hernández).
La ventaja de más de 20 puntos porcentuales de Santos sobre Mockus en la primera vuelta de 2010, ha hecho que se presenten propuestas de modificación a la regla electoral.
A partir de 2023 la ciudad de Bogotá contará con segunda vuelta electoral para la elección de su alcalde.

### Costa Rica
El presidente y los vicepresidentes se eligen simultáneamente y por una mayoría de votos superior al 40 % del total de sufragios válidamente emitidos en la primera vuelta electoral. Si ninguna de las candidaturas alcanza dicha cifra, se recurre a un balotaje entre los dos aspirantes más votados en la primera elección.
Esto ha ocurrido en el 2002, cuando Abel Pacheco de la Espriella le gana a Rolando Araya Monge; en el 2014, cuando Luis Guillermo Solís Rivera gana con más de 1,3 millones de votos a favor, contra el candidato oficialista Johnny Araya Monge (en esta vuelta histórica Solís se convierte en el presidente con más apoyo desde la fundación de la democracia costarricense, acabando con los años de bipartidismo), en el 2018 cuando Fabricio Alvarado Muñoz es vencido por Carlos Alvarado Quesada, y en el 2022, cuando el expresidente José María Figueres Olsen es vencido por Rodrigo Cháves Robles tras no obtener el mínimo constitucional requerido para ganar en la primera ronda.

### Cuba
En Cuba, lo dispone en caso de que ninguno de los candidatos a la asamblea popular obtenga una mayoría absoluta en el primer escrutinio, se produce la segunda vuelta, que enfrenta a los dos candidatos que han alcanzado los dos primeros lugares en las elecciones parlamentarias.

### Ecuador
Lo estableció la Asamblea Nacional Constituyente que funcionó entre 1997-1998. Tipo de elección: directa. El voto es obligatorio. Fórmula electoral: El presidente y los vicepresidentes se eligen simultáneamente y por una mayoría de votos superior al 50 % del total de sufragios válidamente emitidos mediante el balotaje si fuera que ninguno de los candidatos alcanzara el 50 % de los votos, se recurre a una segunda vuelta entre los dos primeros.
Desde la promulgación de la Constitución del 2008, si en la primera votación ningún binomio hubiera logrado mayoría absoluta, se realizará una segunda vuelta electoral dentro de los siguientes cuarenta y cinco días, y en ella participarán los dos binomios más votados en la primera vuelta. No será necesaria la segunda votación si el binomio que consiguió el primer lugar obtiene al menos el cuarenta por ciento de los votos válidos y una diferencia mayor de diez puntos porcentuales sobre la votación lograda por el binomio ubicado en el segundo lugar.

### Estados Unidos
Algunas dependencias de los Estados Unidos, como el estado de Georgia, y territorios a descolonizar, como Guam, utilizan el sistema de segunda vuelta llamado en inglés runoff, para definir cargos de gobierno.

### Francia
En Francia, la Constitución de 1958 dispone que en caso de que ninguno de los candidatos presidenciales obtenga una mayoría absoluta en el primer escrutinio, en el decimocuarto día después de la elección, se celebrará un segundo turno de elección, en el que participan los dos candidatos que hayan obtenido el mayor número de votos en el primer escrutinio. Además utilizan un sistema similar para elegir a los miembros del parlamento.

### Perú
En el Perú, si ningún candidato logra superar el 50 % de los votos válidamente emitidos, se produce la segunda vuelta, que enfrenta a los dos candidatos que han alcanzado los dos primeros lugares en las elecciones presidenciales. En ambas etapas la participación es universal y obligatoria, es decir para todos los ciudadanos aptos (mayores de 18 años de edad e inscritos en el padrón electoral, siendo voto facultativo para mayores de 70 años).
También se utiliza la modalidad de segunda vuelta electoral para elegir gobernadores regionales entre los dos candidatos más votados en caso de que previamente ninguno de los postulantes hubiera superado el 30 % de los votos válidamente emitidos, siempre y cuando la autoridad electoral (Jurado Nacional de Elecciones) lo juzgue pertinente, cabe destacar que esta elección no existe para Lima Metropolitana.

### República Dominicana
Tras acusaciones por supuesto fraude en las elecciones del 1994, en las cuales el Partido Reformista Social Cristiano (PRSC) ganó las elecciones presidenciales de ese año, los partidos políticos opositores, dirigidos por los mayoritarios Partido Revolucionario Dominicano (PRD) y Partido de la Liberación Dominicana (PLD), reclamaron ante la Organización de los Estados Americanos (OEA), que ejerció presión en el Gobierno para que negociara con los líderes opositores (José Francisco Peña Gómez y Juan Bosch).
El resultado de estas negociaciones, conocido como el Pacto por la Democracia, incluyó entre sus medidas (eliminar la reelección, separar por dos años las elecciones congresuales y presidenciales) el sistema de doble vuelta. En un principio, los candidatos opositores pidieron que el total de votos válidos debía ser mayor al 45 % más uno; sin embargo, finalmente quedó acordado el 50 % más uno. Este sistema se estrenó el 16 de mayo del 1996: en la primera vuelta, quedando el PRD con 45 %, el PLD con 38 % y el PRSC con 14 %; y en la segunda vuelta, resultando ganador el Partido de la Liberación Dominicana (PLD) con su candidato, el abogado doctor Leonel Fernández Reyna, con el 51 % de los votos (1,47 millones de votos).

### Uruguay
En Uruguay, a partir de la aprobación de la reforma constitucional de 1996, el calendario electoral se amplió. Si en el último domingo de octubre ningún candidato logra superar el 50 % de los votos emitidos (incluidos votos «en blanco» y anulados), se produce la segunda vuelta el último domingo de noviembre, que enfrenta a los candidatos que han alcanzado los dos primeros lugares en las elecciones presidenciales.
Esta segunda vuelta ha sido operativa en cinco ocasiones:
- En el balotaje 1999 resultó elegido Jorge Batlle del Partido Colorado con el 52,52% de los votos, derrotando a Tabaré Vázquez con 44,53 % (Batlle 54,1 % y Vázquez 45,9 %) Batlle en la primera vuelta había alcanzado un 31,93 % de los votos frente a Tabaré Vázquez quien obtuviera un 39,06 % en la primera vuelta.
- La segunda ocasión, en 2009, cuando en las elecciones del 25 de octubre José Mujica, candidato del Frente Amplio obtuvo el 47,96 % de los votos frente a Luis A. Lacalle del Partido Nacional con un 29,07 % de los sufragios, el 22 de noviembre se realizó la segunda vuelta siendo la fórmula Mujica-Astori victoriosa con el 52,39 % de los votos válidos y la fórmula opositora obtuvo 43,51 % de los votos válidos (Mujica 54,6% y Lacalle 45,4 %) .
- En las elecciones de octubre del 2014, Tabaré Vázquez obtuvo el 47,81 % de los sufragios, el segundo candidato más votado fue Luis Lacalle Pou con el 30,88 % de los votos, el 30 de noviembre de 2014 hubo balotaje entre la fórmula oficialista Tabaré Vázquez-Raúl Sendic y la fórmula opositora Luis Lacalle Pou-Jorge Larrañaga, en este último balotaje resultó nuevamente electo como presidente Tabaré Vázquez y Raúl Sendic como vicepresidente, con el 53,48% y Luis Lacalle Pou-Jorge Larrañaga obtendría el 41,17 % de los votos emitidos (Vázquez 56,5 % y Lacalle 43,5 % de votos válidos).
- En la elección nacional del 27 de octubre de 2019, ninguno de los candidatos alcanzó la mayoría absoluta para consagrarse ganador en "primera vuelta", el candidato Daniel Martínez Villamil obtuvo el 39,02 % de los votos, el segundo más votado fue Luis Lacalle Pou con el 28,62 % de los votos. Por lo que fue necesario el balotaje que se celebró el 24 de noviembre entre la fórmula Luis Alberto Lacalle Pou-Beatriz Argimón y la de Daniel Martínez Villamil-Graciela Villar, en este balotaje la fórmula Luis Alberto Lacalle Pou-Beatriz Argimón sería electa como presidente y vicepresidenta de la Nación con el 48,88 %, frente al 47,36 % de la fórmula Daniel Martínez Villamil-Graciela Villar (Lacalle 50,8 % y Martínez 49,2 % de votos válidos) siendo el balotaje más reñido de la historia del Uruguay.
- En la elección nacional del 27 de octubre de 2024, los dos candidatos más votados respectivamente fueron: Yamandú Orsi en fórmula con Carolina Cosse, por el Frente Amplio y Álvaro Delgado en fórmula con Valeria Ripoll, por el Partido Nacional. Esta segunda instancia electoral se celebró el domingo 24 de noviembre de 2024, siendo la fórmula ganadora la del Frente Amplio,  compuesta por Yamandú Orsi y Carolina Cosse.

## Posibilidades de reforma
El balotaje o sistema de segunda vuelta se utiliza en elecciones de los dos candidatos más votados respectivamente fueron: Yamandú Orsi por el Frente Amplio, en fórmula con Carolina Cosse; y Álvaro Delgado por el Partido Nacional, en fórmula con Valeria Ripoll. Esta segunda instancia electoral se celebró el domingo 24 de noviembre, siendo la fórmula ganadora la frenteamplista compuesta por Yamandú Orsi y Carolina Cosse.neralmente en la elección de presidentes. El objetivo es legitimar al presidente entrante asegurando que cuente con una mayoría que lo apoye. En otros países en los que actualmente no se cuenta con segunda vuelta o balotaje para las elecciones presidenciales es común escuchar un debate en el que se proponga esta medida. Aunque hay otras alternativas que resultan ser mejores que la segunda vuelta como lo puede ser el voto alternativo o voto preferencial se puede implementar más fácilmente la segunda vuelta que algún otro mecanismo por la relativa sencillez del sistema. Es el método más común para elegir presidente y tiene su exponente clásico en la democracia francesa.
En Nicaragua, en diciembre de 2013, el congreso eliminó la segunda vuelta electoral: antes en Nicaragua para realizarse el balotaje se requería el 35 % de los votos, ahora queda eliminada la segunda vuelta.
En Honduras, en 2016 en el Congreso se analiza con los partidos representados, la discusión para aprobar una segunda vuelta electoral con el 51 % de los votos válidos para el presidente y tres vicepresidentes.